# Epigynopteryx artemis
Epigynopteryx artemis är en fjärilsart som beskrevs av Pierre E.L. Viette 1973. Epigynopteryx artemis ingår i släktet Epigynopteryx och familjen mätare. Inga underarter finns listade i Catalogue of Life.